# Stationsplein (Sint-Niklaas)
Het Stationsplein is een plein voor het station van de Belgische stad Sint-Niklaas. Het vormt deel van de Stationswijk. Elke zaterdag wordt hier een rommelmarkt georganiseerd.

## Geschiedenis
Halverwege de 19de eeuw werd het plein aangelegd samen met het station, dat toen nog westelijker lag. In de jaren zeventig kreeg het station zijn huidige plaats. Van 2001 tot 2004 werden het plein en het station gemoderniseerd. Er kwam een esplanade met bomen en verschillende kunstwerken, waaronder een grote schijf die foto's toont van Sint-Niklaas aan de ene kant en aan de andere kant van Invercargill, een Nieuw-Zeelandse stad die precies aan de andere kant van de aardbol ligt. Het ontwerp is van de hand van Michiel Cohen.

## Ligging
Het plein bevindt zich ten zuiden van het station, parallel met spoorlijn 59, en ligt boven op de tunnel waar de R42 doorheenloopt. De Kleine Laan, de Stationsstraat, de Prins Albertstraat, de Mercatorstraat, de Vermorgenstraat en de Leopold II-laan monden erop uit.

## Vervoersfaciliteiten
Het stationsplein is een groot knooppunt voor busvervoer. Ten oosten van het huidige station zijn er  9 perrons aanwezig. Naast de stadsbussen voor het vervoer in Sint-Niklaas zelf, vertrekken er ook bussen naar Zeeuws-Vlaanderen, Klein Brabant, het Scheldeland en de rest van het Waasland.
Ook is er een parkeergarage, een fietsenstalling en een taxistandplaats aanwezig.